# Baïse
De Baïse is een rivier in Frankrijk. Hij ontspringt op het plateau van Lannemezan bij Capvern-les-Bains, in de Hautes-Pyrénées uit het kanaal van de Neste en mondt bij Aiguillon (departement Lot-et-Garonne, regio Aquitanië) uit in de Garonne.

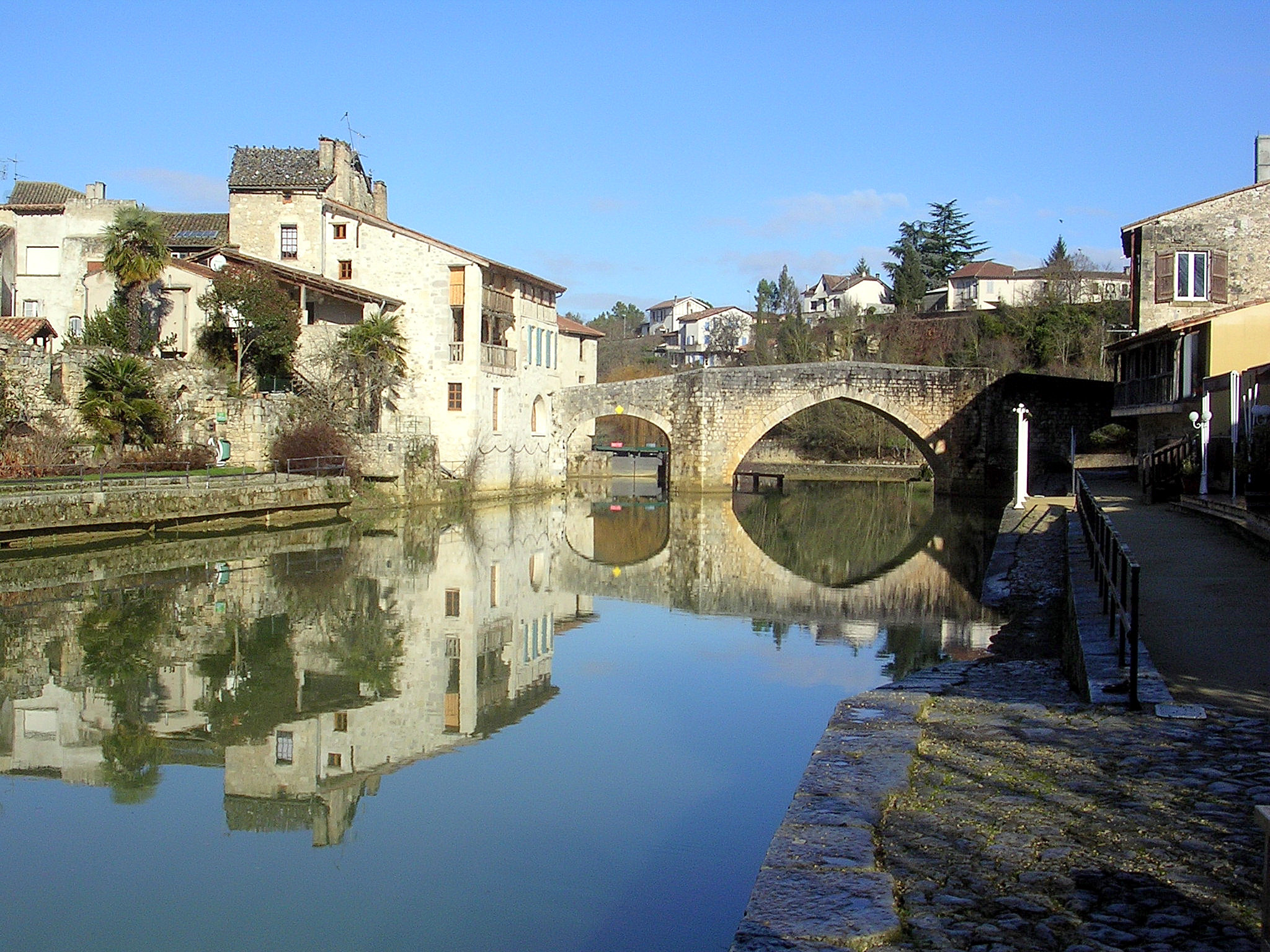
De oude brug bij Nérac

## Naam en samenstelling
De Baïse ontspringt als Grande Baïse uit het kanaal van de Neste. Nadat zij is samengesmolten met de Baïsole en de Petite Baïse komt zij Baïse te heten.
De Petite Baïse is een samensmelting van de Baïse dernière (achterste Baïse) en de Baïse devant (voorste Baïse), die beide uit het kanaal van de Neste ontspringen en maar enkele kilometers lang zijn. De Petite Baïse vloeit na 75,1 km bij L'Isle-de-Noé in het departement Gers in de rechteroever van de Grande Baïse.
De Baïsole ontspringt uit het kanaal van de Neste en vloeit na 47,2 km bij Saint-Michel in het departement Gers in de rechteroever van de Grand Baïse.
Een andere belangrijke zijrivier is de Gélise.

## Loop van de Baïse
De rivier stroomt door de volgende departementen en steden:
- in de regio Occitanie
  - Hautes-Pyrénées: Lannemezan
  - Gers: Mirande, Castéra-Verduzan, Condom
- in de regio Nouvelle-Aquitaine
  - Lot-et-Garonne: Nérac, Lavardac